# Primero de Mayo, Jalisco
Primero de Mayo är en ort i Mexiko.   Den ligger i kommunen Lagos de Moreno och delstaten Jalisco, i den centrala delen av landet, 400 km nordväst om huvudstaden Mexico City. Primero de Mayo ligger 1 916 meter över havet och antalet invånare är 1 210.
Terrängen runt Primero de Mayo är huvudsakligen platt, men åt sydost är den kuperad. Runt Primero de Mayo är det ganska tätbefolkat, med 56 invånare per kvadratkilometer. Närmaste större samhälle är Lagos de Moreno, 16,7 km sydväst om Primero de Mayo. Trakten runt Primero de Mayo består till största delen av jordbruksmark.